# ホロフェルネスの首を斬るユディト (ジェンティレスキ、カポディモンテ美術館)
『ホロフェルネスの首を斬るユディト』（ホロフェルネスのくびをきるユディト、伊: Giuditta che decapita Oloferne, 英: Judith beheading Holofernes）は、イタリアのバロック期の女性画家アルテミジア・ジェンティレスキが1612年から1613年ごろに制作した絵画である。油彩。『旧約聖書』「ユディト記」で言及されている古代イスラエルの女傑ユディトの伝説を主題としている。アルテミジア・ジェンティレスキの代表作で、彼女はこの作品を1611年の画家アゴスティーノ・タッシに強姦された翌年に制作した。現在はナポリのカポディモンテ美術館に所蔵されている。またフィレンツェのウフィツィ美術館に1613年から1621年の間に制作した第2のバージョンが所蔵されている。
初期のフェミニスト論者は、本作品をタッシに対して行った視覚による報復行為の一種として解釈した。同様に、他の多くの美術史家もこの絵画を強い女性を描いたアルテミジアの業績という文脈で理解している。

## 主題
「ユディト記」によると、ユディトはベツリアに住む美しい未亡人で、唯一神に対する篤い信仰心の持ち主であった。アッシリアの王ネブカドネザル2世はメディア王国との戦争に勝利したのち、協力しなかったイスラエルをふくむ地中海東岸の諸都市を滅ぼすため、司令官ホロフェルネスに大軍を与えて派遣した。ホロフェルネスは多くの諸都市を攻略したのち、イスラエルに迫り、ベツリアを包囲して水源を絶った。前線となった町の指導者オジアスは降伏を決意したが、ユディトはオジアスと人々を励ました。ユディトは身なりを整えたのち、召使の女を連れてホロフェルネスの陣営に赴き、ホロフェルネスに行軍の道案内を申し出た。美しいユディトは歓迎され、彼女を口説こうとするホロフェルネスの酒宴に呼び出された。しかしホロフェルネスは彼女に魅了されて泥酔してしまった。そこでユディトはホロフェルネスの剣で彼の首を切り離し、遺体をベッドから転がし落とした。そして召使が首を食糧の袋に入れると、彼女とともにベツリアに帰還した。

## 作品

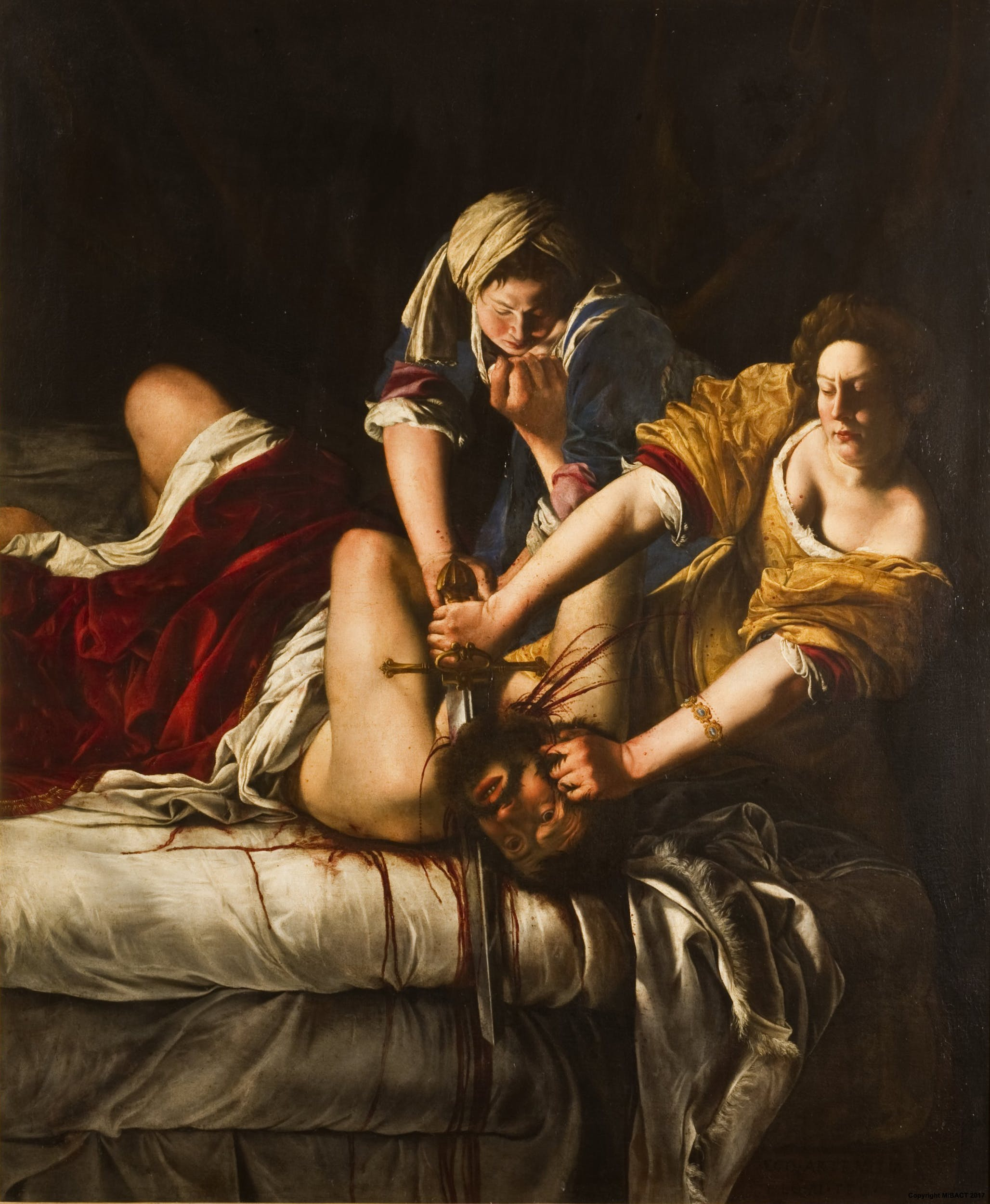
アルテミジアの『ホロフェルネスの首を斬るユディト』。ウフィツィ美術館所蔵。

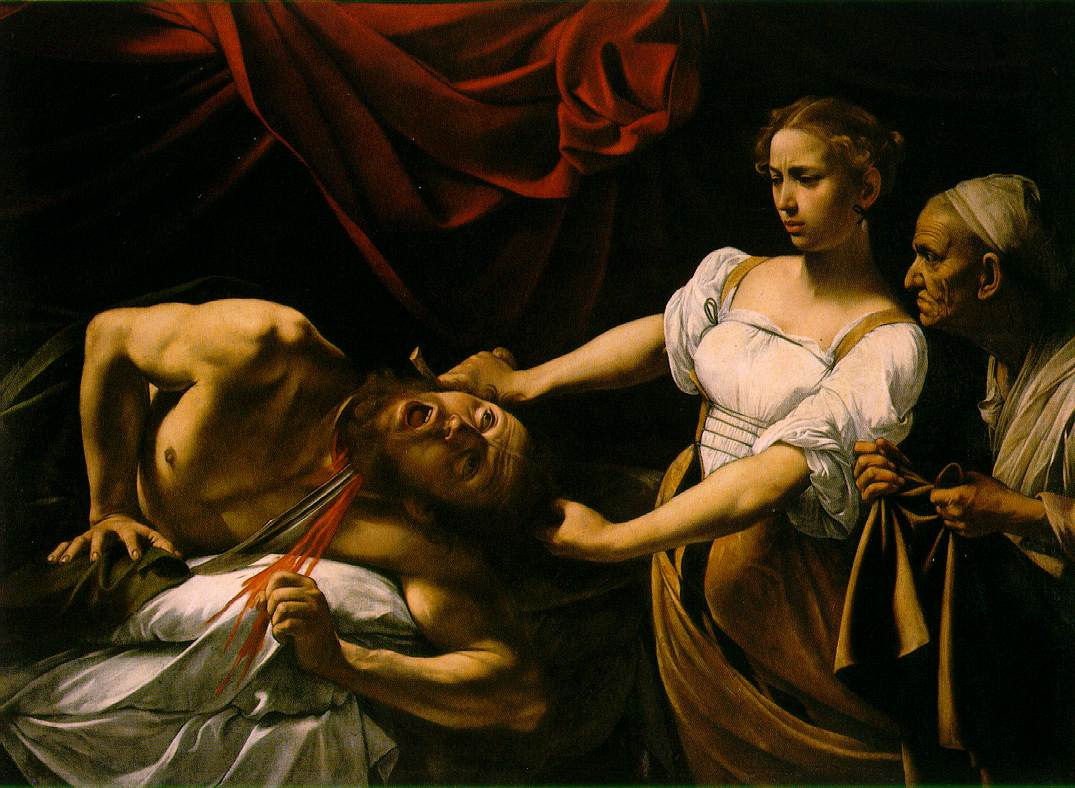
カラヴァッジオの『ホロフェルネスの首を斬るユーディット』。国立古典絵画館所蔵。

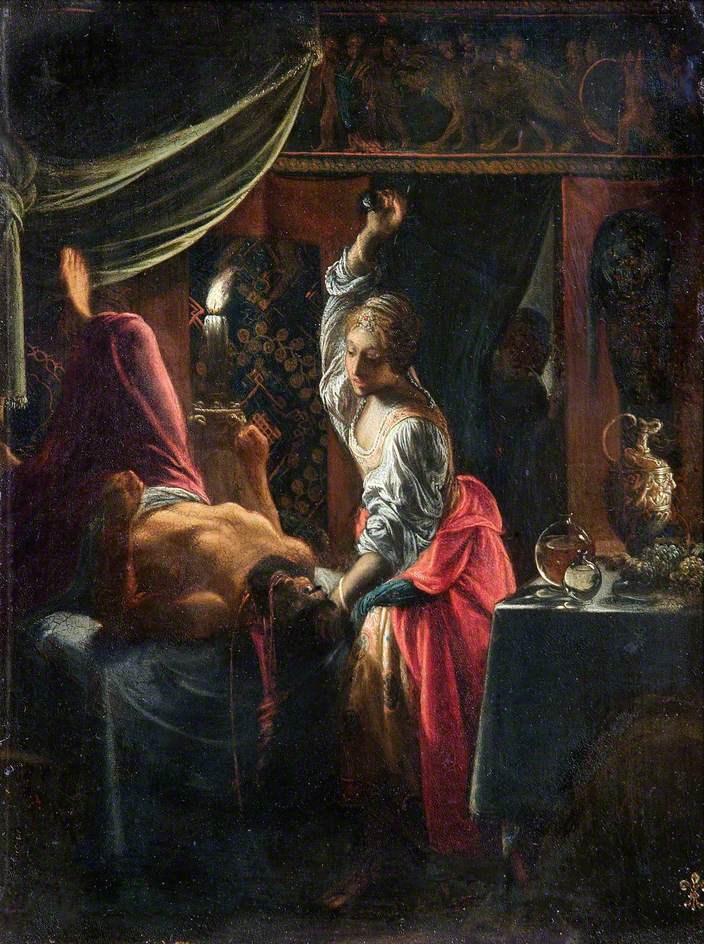
本作品の着想源の1つといわれているアダム・エルスハイマーの『ホロフェルネスを殺すユディト』。アプスリー・ハウス所蔵。

アルテミジアは、ホロフェルネスが酩酊して昏睡した後に、召使の女アブラに助けられながらユディトが彼の首を切断する瞬間を描いている。アルテミジアが本作品を制作したのは20歳ごろであった。これ以前にアルテミジアは『スザンナと長老たち』や『聖母子』を制作しており、これらの作品は感情を表現するための身体の動きや顔の表情を描写するアルテミジアの技量をすでに示している。
この絵画は広範囲に噴出する鮮血から暗殺を実行する2人の女性のエネルギーまで、冷酷なまでに物理的である。召使は助かるために必死にもがくホロフェルネスの特大で筋骨隆々とした拳に掴まれている。この召使は同じ主題を扱った他の作品よりも若い姿で描かれており、女たちの奮闘は彼女の繊細な表情によって最もよく表現されている。ウフィツィ美術館のバージョンと比較すると、本作品はより深い原色を使用している。ユディトは金色の刺繍があるコバルトブルーのドレスを、召使の女は赤いガウンを着ており、どちらの女性も袖をまくり上げている。カラヴァッジョの信奉者であったアルテミジアは、ホロフェルネスを斬首する場面において直接輝く光と対照的な暗い背景を使った明暗法を絵画の中で利用している。
絵画の初期の来歴についてはほとんど知られていないが、多くの研究者はアルテミシアがまだローマに住んでいたころに描かれたと考えている。発注主に関する史料は現在でも発見されていない。ある時点で絵画の左側と上部が切断された。
X線撮影を用いた科学調査により、アルテミジアが絵画にユディトの腕の位置や、衣文の位置など、いくつかの部分に変更を加えたことが判明した。

### 図像的源泉
図像的源泉についていくつかの作品が指摘されているが、最も重要な作品がカラヴァッジオの『ホロフェルネスの首を斬るユーディット』（Giuditta che decapita Oloferne）であったことは疑いない。美術史家メアリー・ガラードによると、カラヴァッジオは「物語の強調を再導入したが、物語の英雄的な特徴や2人の主人公の間の人間的な葛藤ではなく、ドラマティックな特徴に焦点を当てている」。この作品はアルテミジアの10年前に制作されたもので、アルテミジアは同じ主題の同じ場面を異なる描写で描いているが、ホロフェルネスを殺害する際の激しい暴力性、背景における装飾的ディテールの著しい欠如、ユディトの硬直した平行な両腕といった要素は、いずれもカラヴァッジオに基づいている。しかしその一方でカラヴァッジオと異なり、ホロフェルネスの首を切断するシーンの陰惨なイメージを抑制していない。それどころかアルテミジアのユディトは召使にも暗殺を手伝わせており、ホロフェルネスの殺害に全精力を注いでいる。
アルテミシアはまたおそらくアダム・エルスハイマーの小品『ホロフェルネスを斬首するジュディス』も知っていた。この作品はホロフェルネスの身体と両脚の位置に影響を与えた可能性がある（ただし、本作品の画面は切断されたためにホロフェルネスの下半身は失われている）。

### 解釈
『ホロフェルネスの首を斬るユディト』は女性の力のテーマに関連していると考えられている。美術史家スーザン・ルイーズ・スミスは「女性の力」を「女の手練手管、愛の力、結婚の試練を含む、相互に関連したテーマの集まりを例示する、聖書、古代史、あるいはロマンスに由来する、少なくとも2人、通常はそれ以上の有名な人物たちを結束させる表現的実践」と定義している。ユディトはホロフェルネスを誘惑した美しい女性として、また激しいヒロインとして描かれている。
本作品は美術史家や伝記作家によって様々な解釈や見方がなされてきた。美術史家メアリー・ガラードは、『ホロフェルネスの首を斬るユディト』はユディトを「男の悪行を罰する社会的に解放された女」として描いたと考えている。この絵画は聖書の一場面を描いているが、美術史家たちはアルテミジアが自分自身をユディトとして描き、強姦の罪で裁判にかけられ有罪判決を受けたアゴスティーノ・タッシをホロフェルネスとして描いたと示唆した。アルテミジアの伝記を書いたメアリー・ガラードが『ホロフェルネスの首を斬るユディト』を自伝的に読むことを提案したことは有名で、この作品が「芸術家の私的な、おそらくは抑圧された怒りのカタルシス表現」として機能したと述べている。グリゼルダ・ポロックは「アルテミジアの経験に対するあからさまな言及という観点ではなく、彼女の人生における出来事や彼女が働いていた歴史的文脈に対する芸術家の昇華された反応をコード化したものとして読むべき」であると示唆した。本作品に関する最近の議論はアルテミジアが受けた強姦とのあまりに密接すぎる関係から遠ざかっており、むしろ、行動の中心である強い女性を描くというアルテミジアの決意に焦点を当てている。

## 来歴
絵画の制作経緯やその後の来歴については不明である。絵画は19世紀にナポリのサヴェリア・デ・シモーネ夫人が所有しており、1827年にカラヴァッジオの作品として売却され、ブルボン朝のコレクションに加わった。絵画はナポリ王立ブルボン家博物館（のちのナポリ国立考古学博物館）に移され、その後、カポディモンテ美術館に収蔵された。

## 評価
17世紀の美術史家・伝記作家のフィリッポ・バルディヌッチは『ホロフェルネスの首を斬るユディト』を「少なからぬ恐怖を引き起こした」と評した。絵画の人気は主に聖書の場面のグロテスクな性質によるものであったが、また描き手が女性だったことによるものでもあった。しかし1827年に絵画がサヴェリア・デ・シモーネ夫人によって売却されたとき、カラヴァッジョの作品として売却された。この混乱はアルテミジアが熱心なカラヴァッジオ派であったことを示している。ここ数十年の間、この絵画には多くの美術史的な関心が集まっており、エヴァ・ストラウスマン＝プフランツァーは「この絵画はフェミニストにインスピレーションを得た美術史の中に含まれていることにより･･･名声を･･･獲得した」と説明している。

## ギャラリー
アルテミジア・ジェンティレスキの他のバージョン

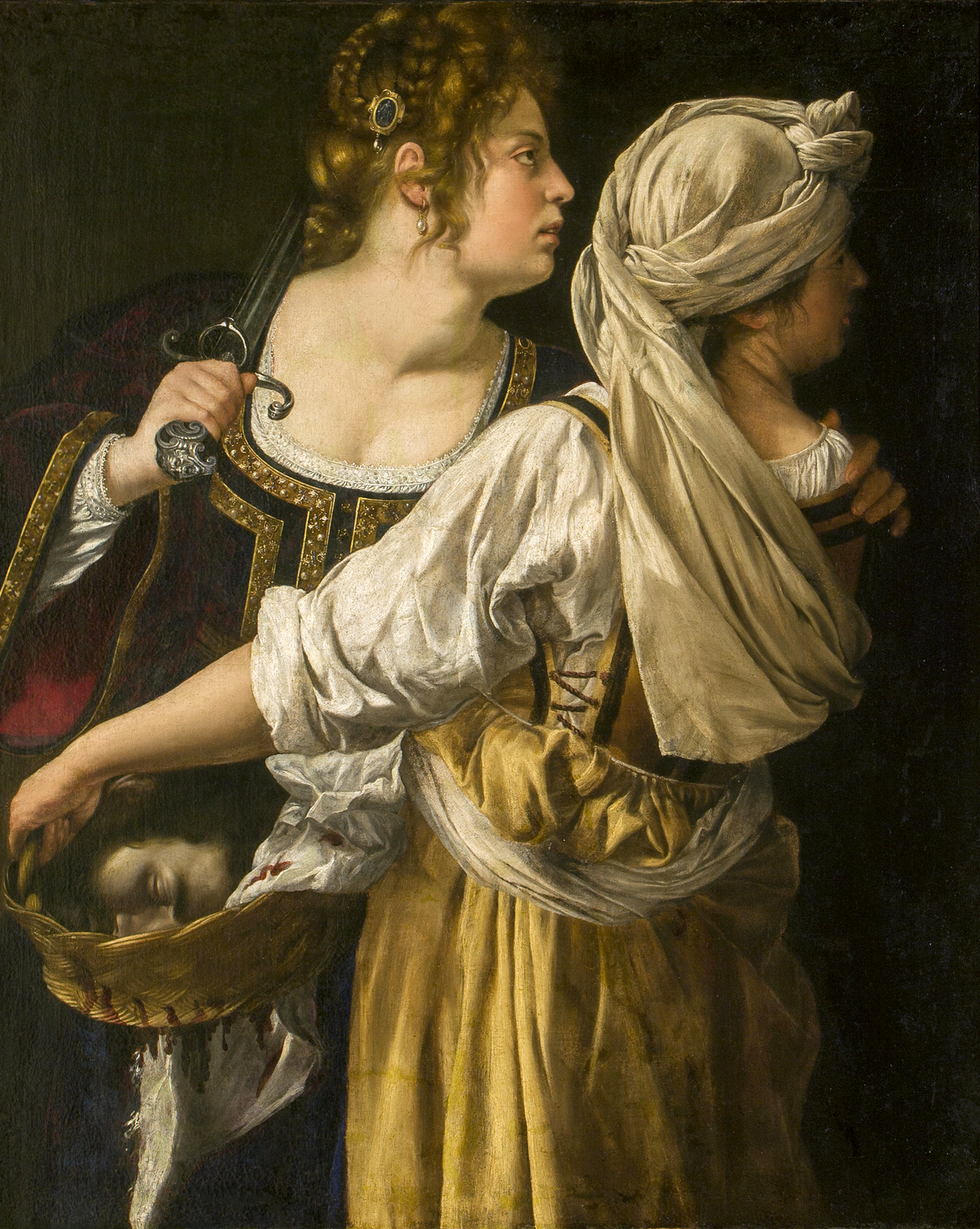
『ユディトとその侍女』1618年から1619年の間 パラティーナ美術館所蔵
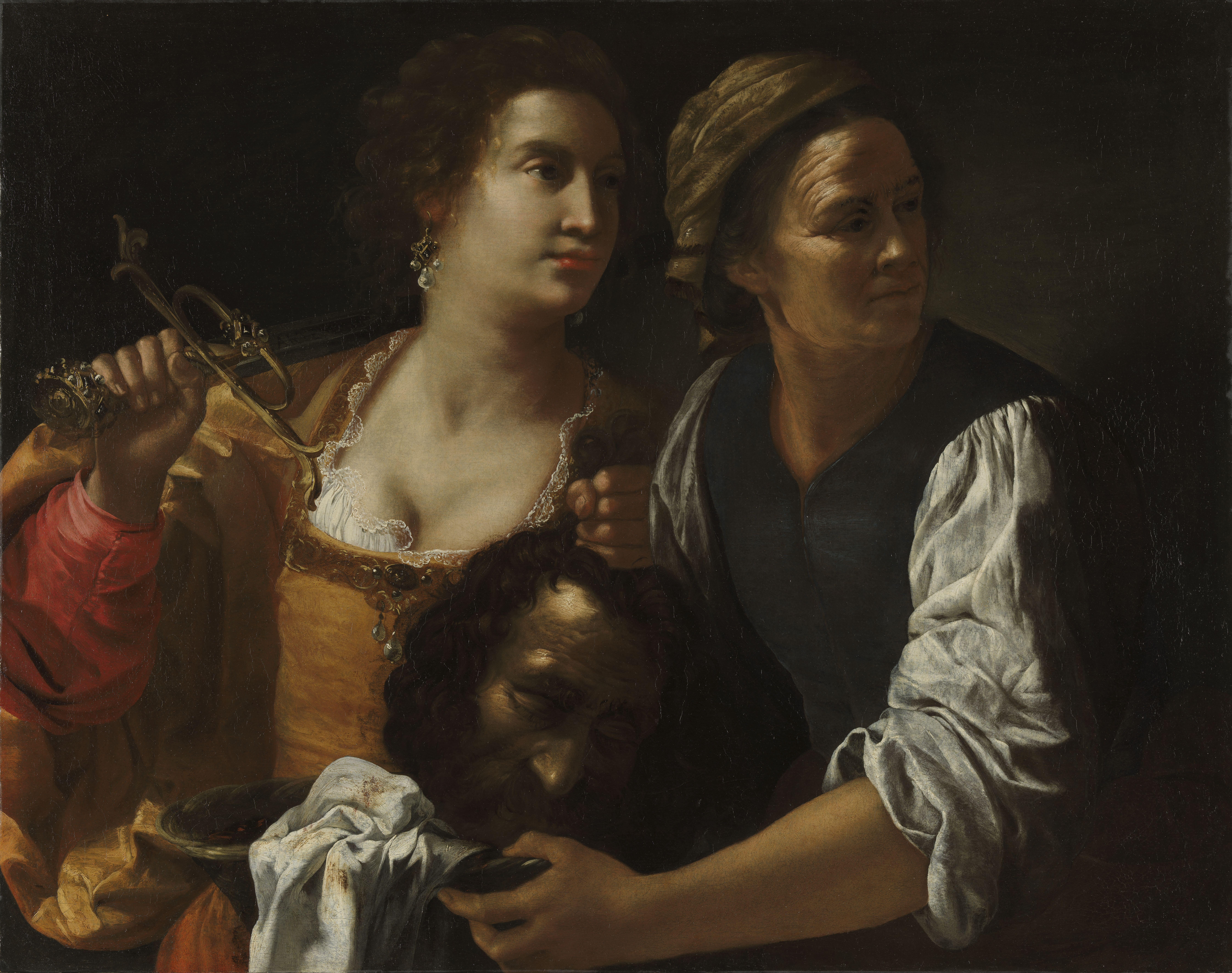
『ユディトとその侍女』1639年と1640年の間 オスロ国立美術館所蔵

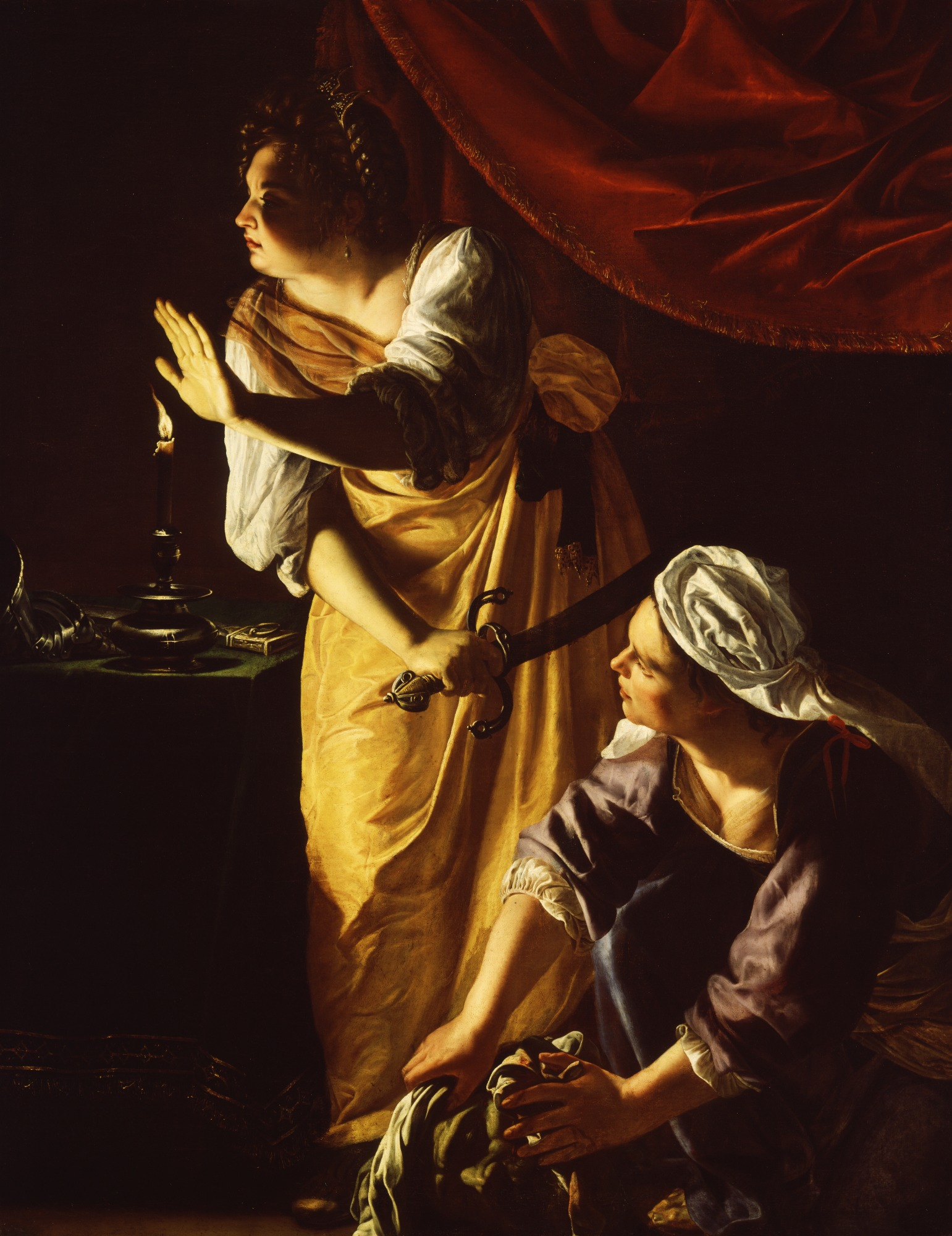
『ユディトとその侍女』1623年から1625年ごろ デトロイト美術館所蔵
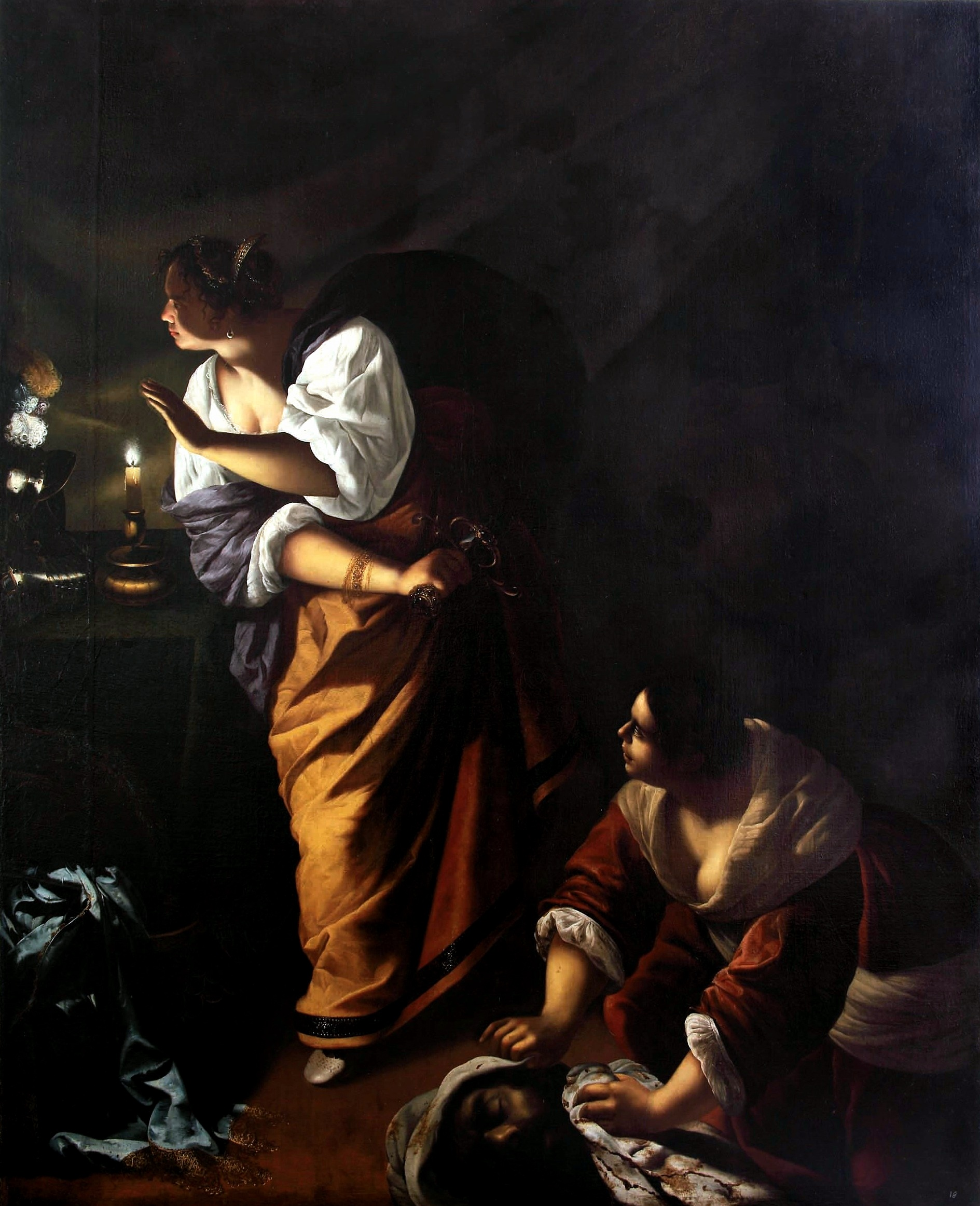
『ユディトとその侍女』1645年から1650年ごろ カポディモンテ美術館所蔵
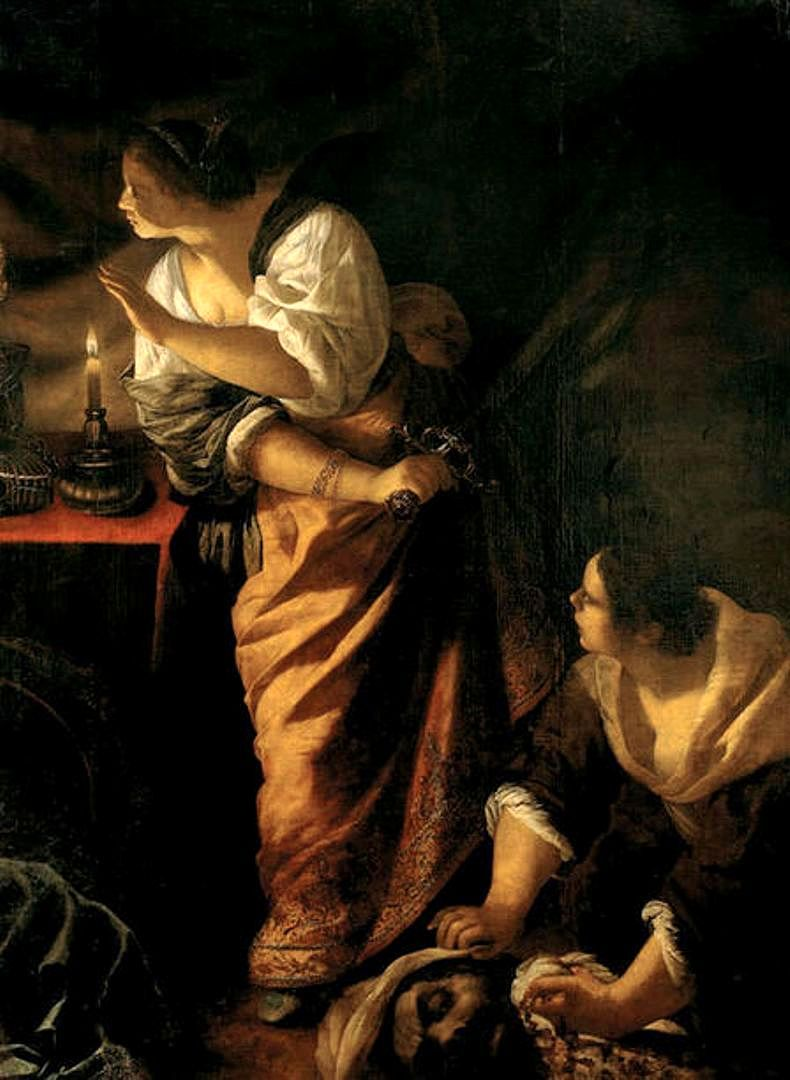
『ユディトとその侍女』1645年ごろから1650年ごろ 世界探検博物館（フランス語版）所蔵